# Turmhügel Weiher (Marklkofen)
Der Turmhügel Weiher ist eine abgegangene Turmhügelburg (Motte) in dem gleichnamigen Gemeindeteil Weiher der niederbayerischen Gemeinde Marklkofen im Landkreis Dingolfing-Landau. Er liegt 80 m nördlich des Ortes und etwa 900 m südlich der Vils. Er wird als Bodendenkmal unter der Aktennummer D-2-7441-0031 im Bayernatlas als „verebneter Turmhügel des Mittelalters“ geführt.

## Beschreibung
In dem Urkataster von Bayern ist ein kreisrunder Hügel mit einem Plateau von 11 m Durchmesser zu erkennen. In der heutigen Zeit sind die Spuren verwischt und es sind keine Anzeichen der ehemalig hier bestehenden Motte mehr zu erkennen.